# Stazione meteorologica di San Damiano Macra
La stazione meteorologica di San Damiano Macra è la stazione meteorologica di riferimento relativa alla località di San Damiano Macra.

## Coordinate geografiche
La stazione meteo si trova nell'Italia nord-occidentale, in Piemonte, in provincia di Cuneo, nel comune di San Damiano Macra, presso la località di Combamala, a 915 metri s.l.m. e alle coordinate geografiche 44°28′N 7°13′E.

## Dati climatologici
In base alla media del trentennio di riferimento climatico 1961-1990, la temperatura media del mese più freddo, gennaio, si attesta a -2,0 °C; quella del mese più caldo, luglio, è di +16,3 °C .
| San Damiano Macra  | Mesi | Mesi | Mesi | Mesi | Mesi | Mesi | Mesi | Mesi | Mesi | Mesi | Mesi | Mesi | Stagioni | Stagioni | Stagioni | Stagioni | Anno |
| San Damiano Macra  | Gen  | Feb  | Mar  | Apr  | Mag  | Giu  | Lug  | Ago  | Set  | Ott  | Nov  | Dic  | Inv      | Pri      | Est      | Aut      | Anno |
| ------------------ | ---- | ---- | ---- | ---- | ---- | ---- | ---- | ---- | ---- | ---- | ---- | ---- | -------- | -------- | -------- | -------- | ---- |
| T. max. media (°C) | 2,0  | 3,5  | 6,8  | 10,3 | 15,3 | 18,3 | 21,4 | 20,6 | 17,1 | 12,0 | 6,5  | 3,0  | 2,8      | 10,8     | 20,1     | 11,9     | 11,4 |
| T. min. media (°C) | −6,0 | −5,3 | −1,7 | 2,2  | 6,2  | 9,2  | 11,1 | 10,4 | 8,0  | 3,6  | −1,1 | −4,5 | −5,3     | 2,2      | 10,2     | 3,5      | 2,7  |